# Georges Tranchant
Pour les articles homonymes, voir Tranchant.
Georges Tranchant est un homme politique et homme d'affaires français, né le 23 juin 1929 à Château-Porcien (Ardennes) et mort le 5 juin 2020.
Il est notamment le créateur du Groupe Tranchant et fut député des Hauts-de-Seine (2e circonscription) de 1978 à 1993.

## Biographie
Georges Tranchant naît le 23 juin 1929 à Château-Porcien (Ardennes),.
Adolescent, il combat avec les Américains lors de la contre-offensive allemande des Ardennes de 1944. Après la guerre, il monte à Paris et gagne sa vie en dépannant des postes radio au BHV. À 18 ans, il crée sa première société d’électronique, important des composants des États-Unis, puis devient fabricant et fournisseur pour Bull, Telemécanique ou Dassault. Il devient l'importateur en France de Sony et rachète le distributeur de Toshiba avec Bernard Tapie.
Parallèlement, il se lance en politique, militant au RPR en étant proche notamment de Charles Pasqua, Nicolas Sarkozy ou François Baroin. Il est député des Hauts-de-Seine (2e circonscription) de 1978 à 1993.
Membre de la Commission des Finances à l’Assemblée nationale, il apprend qu’une loi permettant l’utilisation de machines à sous dans les casinos français allait être mise en vigueur en 1988. Il décide de faire agréer une de ses sociétés pour créer et vendre les engins dont il pressent qu'ils seront très demandés. Georges Tranchant devient le premier importateur de machines à sous en France. Via le Groupe Tranchant et avec un de ses trois fils, il investit également dans des casinos en dur, inaugurant deux premiers établissements, celui d’Amnéville et celui de Dunkerque. Le groupe Tranchant se développe et possède une vingtaine d’établissements en France (dont un à Paris) et un club de jeu situé dans la capitale.
En 1992 il s'oppose à son ancien associé, Bernard Tapie devenu ministre de la Ville. Georges Tranchant l'accuse d'avoir conservé pour lui seul 5 millions de dollars dans la conduite d'affaires créées en commun pour l'importation de produits Toshiba ; il abandonne sa plainte à la suite du versement par Bernard Tapie de 2,5 millions de dollars.
Il quitte la politique à la fin des années 1990 pour se consacrer exclusivement au développement prospère de son groupe qui exerce à la fois des fonctions d'importateur de machines à sous, de fabricant, et de gestionnaire de 15 à 20 casinos environ. Les implantations de nouveaux casinos sont alors limitées et font l'objet d'une vive concurrence, avec des accusations de financement de partis ou d'hommes politiques et de corruption, ainsi que d'infiltrations des Renseignements généraux dans les groupes concernés. Georges Tranchant se retrouve ainsi accusé de corruption dans le dossier du casino de Néris-les-Bains, il est mis en examen en juin 1997, incarcéré pendant quinze jours, libéré, pour finalement faire l'objet d'un non-lieu quelques années plus tard, en 1999. Depuis 1998, il était dans le classement que publie annuellement le magazine économique Challenges des 500 plus grandes fortunes françaises. 
Georges Tranchant meurt le 5 juin 2020, à Paris.